# 西南天门冬
西南天门冬（学名：[Asparagus munitus] 错误：{{Lang}}：文本有斜体标记（帮助））为天门冬科天门冬属的植物，是中国的特有植物。分布于中国大陆的云南、四川等地，生长于海拔1,900米至2,400米的地区，多生于灌丛下或林缘，目前尚未由人工引种栽培。